# إيملين هيوز
إيملين هيوز (بالإنجليزية: Emlyn Hughes)‏، من مواليد 28 أغسطس 1947، وتوفي في 9 نوفمبر 2004، لاعب كرة قدم إنجليزي سابق، ومدرب كرة قدم إنجليزي سابق.
لعب مع منتخب إنجلترا لكرة القدم.

## مسيرته الكروية
لعب إيملين هيوز خلال مسيرته الاحترافية مع 6 أندية في واحد وعشرون موسمًا وسجل خلالها 43 هدفًا ضمن 632 مباراة. حيث فاز في موسم واحد بالكأس وفي أربعة مواسم بالدوري.
خاض إيملين هيوز مسيرته مع نادي بلاكبول في موسم 1965–66 ولمدة موسمين، مشاركًا في 28 مباراة ولم يسجل أي هدف. ثم انتقل إلى نادي ليفربول في موسم 1966–67 ليلعب معه ثلاثة عشر موسمًا، حيث شارك في 474 مباراة سجل خلالها 35 هدفًا. لينتقل بعدها إلى نادي وولفرهامبتون واندررز في موسم 1979–80 ولمدة موسمين، مشاركًا في 58 مباراة سجل خلالها هدفين. ثم انتقل إلى نادي روذرهام يونايتد في موسم 1981–82 ولمدة موسمين، مشاركًا في 56 مباراة سجل خلالها 6 أهداف. هذا وانتقل لاحقًا إلى نادي هال سيتي في موسم 1982–83 لمدة موسم واحد، مشاركًا في 9 مباريات ولم يسجل أي هدف. ثم انتقل بعدها إلى نادي سوانزي سيتي في موسم 1983–84 لمدة موسم واحد، مشاركًا في 7 مباريات ولم يسجل أي هدف أيضًا.

## روابط خارجية
- إيملين هيوز على موقع IMDb (الإنجليزية)
- إيملين هيوز على موقع ديسكوغز (الإنجليزية)
- إيملين هيوز على موقع الاتحاد الدولي (مؤرشف)  (الإنجليزية)
- إيملين هيوز على موقع الاتحاد الأوربي (الإنجليزية)
- إيملين هيوز على موقع قاعدة بيانات كرة القدم.إي يو (الإنجليزية)
- إيملين هيوز على موقع ناشيونال فوتبول تيمز (الإنجليزية)
- إيملين هيوز على موقع Soccerbase.com (لاعب) (الإنجليزية)
- إيملين هيوز على موقع Soccerbase.com (مدرب) (الإنجليزية)
- إيملين هيوز على موقع كووورة